# فولكاخ
فولكاخ (بالألمانية: Volkach) هي place with town rights and privileges و بلدة ألمانية تقع في بافاريا في ألمانيا.

## معرض صور

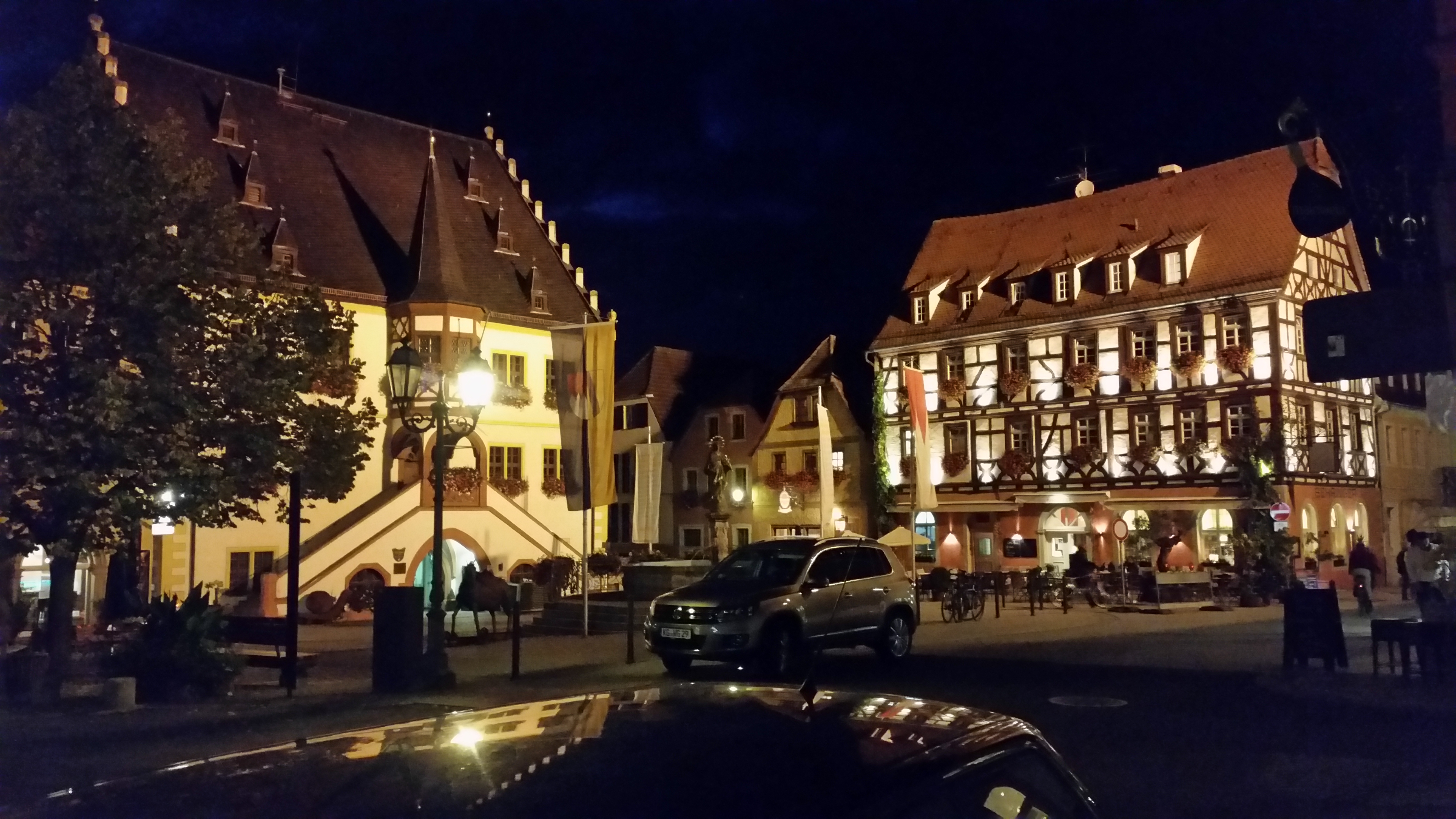
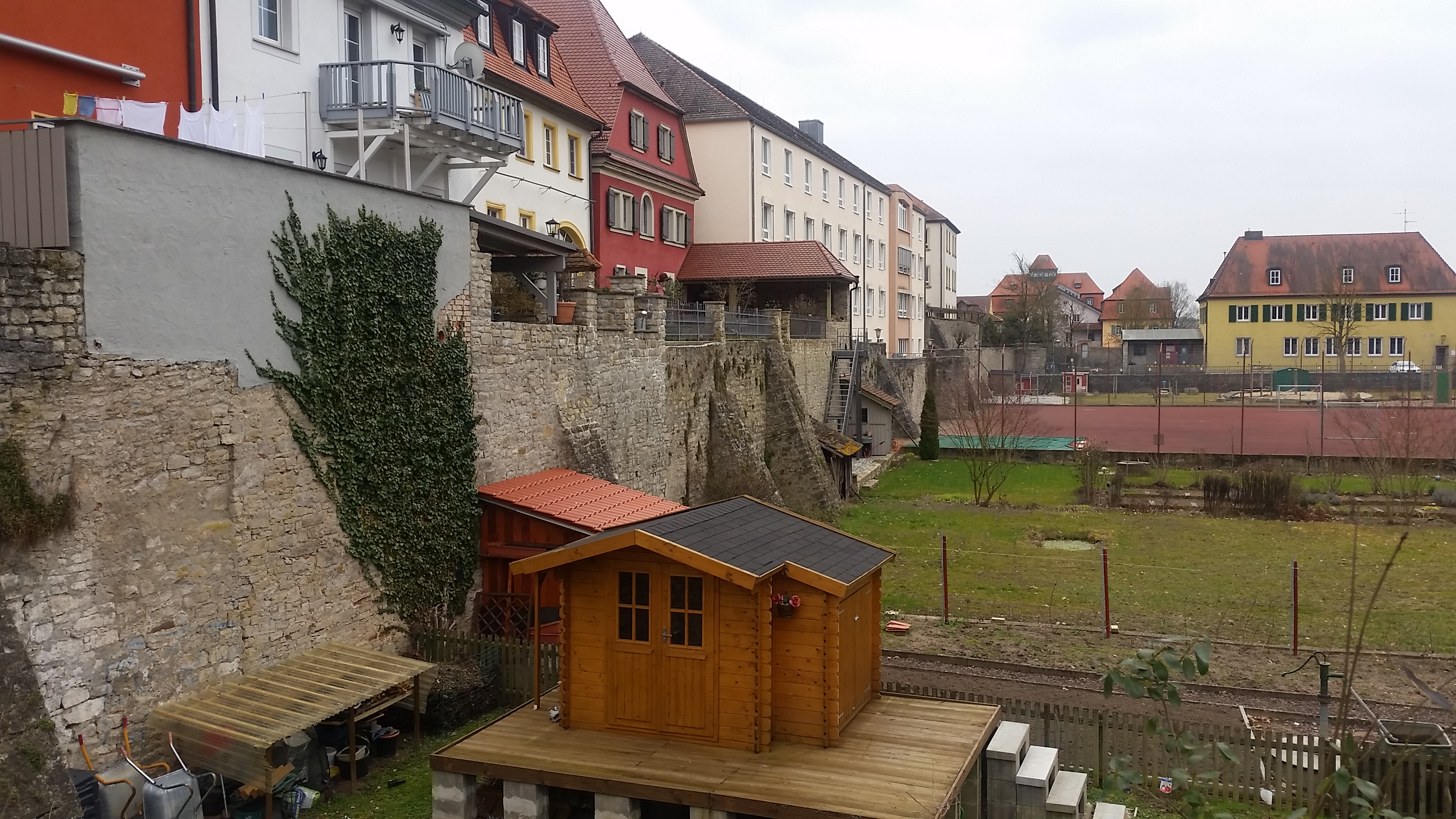
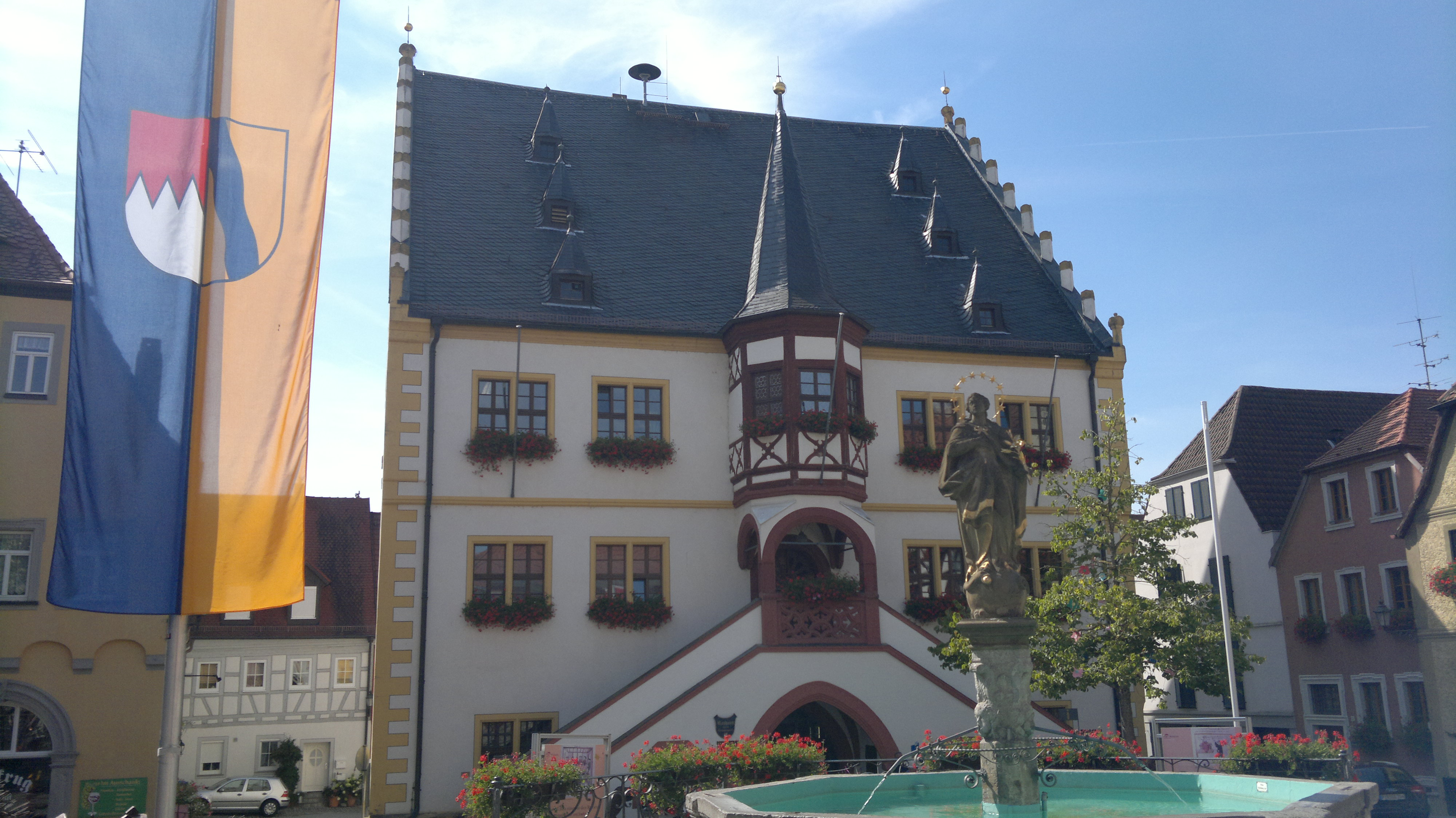
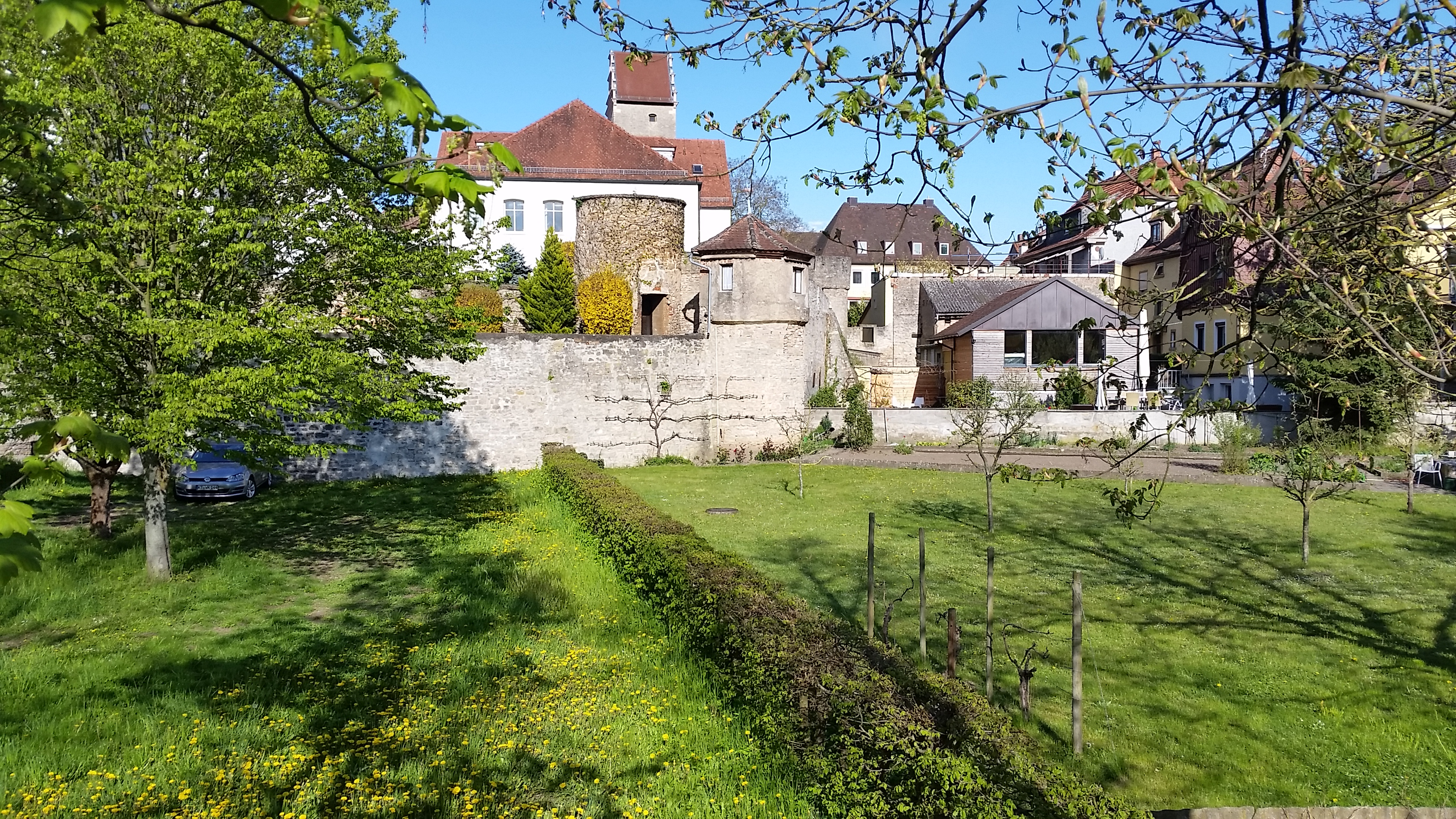